# Chersonesometrus
Genre
Chersonesometrus est un genre de scorpions de la famille des Scorpionidae.

## Distribution
Les espèces de ce genre sont endémiques d'Inde.

## Liste des espèces
Selon The Scorpion Files (19/11/2020) :
- Chersonesometrus bastawadei Prendini & Loria, 2020
- Chersonesometrus beccaloniae (Kovařík, 2004)
- Chersonesometrus fulvipes (C. L. Koch, 1837)
- Chersonesometrus hendersoni Prendini & Loria, 2020
- Chersonesometrus madraspatensis (Pocock, 1900)
- Chersonesometrus nathanorum Prendini & Loria, 2020
- Chersonesometrus pelekomanus (Couzijn, 1981)
- Chersonesometrus shivashankari Prendini & Loria, 2020
- Chersonesometrus tristis (Henderson, 1919)
- Chersonesometrus wroughtoni (Pocock, 1899)

## Publication originale
- Couzijn, 1978 : « The method of polythetic analysis applied to a source of taxonomic difficulty: the genus Heterometrus H. and E., 1828 (Scorpionidae). » Symposium of the Zoological Society of London, vol. 42, p. 327–333.